# بلدة ألغن (ميشيغان)
ألغن (بالإنجليزية: Allegan Township, Michigan)‏ هي بلدة تقع بولاية ميشيغان في الولايات المتحدة. تبلغ مساحتها 82.6 (كم²)، وترتفع عن سطح البحر 228 م، بلغ عدد سكانها 4406 نسمة في عام تعداد الولايات المتحدة 2010 حسب إحصاء مكتب تعداد الولايات المتحدة وتصل الكثافة السكانية فيها 56 نسمة/كم2.

## وصلات خارجية
- www.allegantownship.org
- The US50 - Cities and Towns in Michigan State
- Michigan Cities and Towns, Facts, Map, Flag, Colleges, Government, and More